# Bispingbach
Der Bispingbach ist ein 5,5 km langer, orografisch linker Nebenfluss des Emmerbachs.

## Verlauf
Der Bispingbach entspringt ca. zwei Kilometer südwestlich des Ortszentrums von Ascheberg in Nordrhein-Westfalen auf einer Höhe von 71 m ü. NN. Er fließt in nördliche Richtung an Ascheberg vorbei, macht einen Bogen um die Ortschaft und mündet dann auf 62 m ü. NN in den Emmerbach.